# П'єтрошань (Прахова)
П'єтрошань, П'єтрошані (рум. Pietroșani) — село у повіті Прахова в Румунії. Входить до складу комуни Пукеній-Марі.
Село розташоване на відстані 44 км на північ від Бухареста, 12 км на південний схід від Плоєшті, 98 км на південний схід від Брашова.

## Населення
За даними перепису населення 2002 року у селі проживали 2500 осіб, з них 2499 осіб (> 99,9%) румунів. Рідною мовою 2499 осіб (> 99,9%) назвали румунську.